# Kalle Stropp och Grodan Boll räddar Hönan
Kalle Stropp och Grodan Boll räddar Hönan és un curt suec d'animació de 1987 dirigit per Jan Gissbergsobre els dos personatges del mateix nom creades per Thomas Funck. Funck també va proveir totes les veus. El curt va ser estrenat en cinemes de Suècia el 12 de desembre de 1987.